# Prikljutjenija Kalle-sysjtjika
Prikljutjenija Kalle-sysjtjika ("Detektiven Kalles äventyr") är en sovjetisk tv-serie i två delar på uppdrag av SSSR:s statliga kommitté för TV och radio, baserad på Astrid Lindgrens böcker om Mästerdetektiven Blomkvist. Filmen handlar om pojken Kalle, som drömmer om att bli en detektiv, och hans vänner. 

## Handling
I en liten svensk stad pågår "Rosornas krig" - en rivalitet mellan två pojkgäng. "De vita rosorna" är huvudpersonerna Kalle Blomkvist, Eva-Lotta och Anders. "De röda rosorna" är deras motståndare: Sixten, Benka och Jonte. De stjäl "skatter" från varandra, till exempel den Stora Mumriken (handtaget av ett gammalt riddare-svärd), och tar varandra fångar. 
Men killarna bevittnar en oväntad och mystisk händelse. Kusinen till Eva-Lottas mor, farbror Einar, kommer till staden. Han agerar misstänksamt. Dessutom följer ytterligare två främlingar efter honom. Det visar sig att allt detta på något sätt har ett samband med bankrånet som det skrivs om i tidningarna. Kalle och hans vänner inleder en utredning. 

## Medverkande
- Tadas Dilys - Kalle Blomkvist
- Monika Žebriūnaitė - Eva-Lotta
- Arūnas Bukelis - Anders
- Gediminas Girdvainis - farbror Einar, Mias kusin (röst: Leonid Kuravlev)
- Audrius Valevičius - Sixten
- Aidas Vitlipas - Benka
- Rytas Belevičius - Junte
- Jonas Aleksa - "blekfis" (Artur)
- Donatas Katkus - "Äckel"
- Povilas Gaidys - poliskommissionär
- Edgaras Savickis - polisman Björk
- Ramutis Jonas Rimeikis - polisman Jurgens Santenson
- Vaiva Vida Mainelytė - Mia, mamma till Eva-Lotta
- Nijolė Oželytė - Frida
- Stepas Jukna - Garys receptionist
- Regina-Maria Varnaite - Mary
- Vytautas Paukštė - Kalle's far

## Filmteamet
- Regissör: Arūnas Žebriūnas
- Manusförfattare: Arūnas Žebriūnas
- Operatör: Jonas Gricius
- Kompositör: Vjatjeslav Ganelin
- Målare: Juzefa Čeičytė
- Text: Vladas Šimkus

## Inspelning
- Gatoscenerna i filmen filmades främst på Stiklių gatvė i Vilnius.
- Flera sällsynta bilar syns i filmen: NSU-Fiat 1500 Cabriolet, NSU-Fiat 500 Spyder Sport, NSU-FIAT 1100cc Balilla 508 Cabriolet Glaser, Oldsmobile Six, Mercedes-Benz. [1]
- I boken är Kalle Blomkvist 13 år gammal och i filmen är han 7.